# Europapokal der Landesmeister (Handball) 1986/87
Der Europapokal der Landesmeister 1986/87 war die 27. Austragung des Wettbewerbs, an der 26 Handball-Vereinsmannschaften aus 26 Ländern teilnahmen. Diese qualifizierten sich in der vorangegangenen Saison in ihren Heimatländern für den Europapokal. Mit SKA Minsk konnte zum zweiten Mal nach 1973 eine Mannschaft aus der Sowjetunion den Landesmeisterpokal gewinnen. Finalgegner war die polnische Mannschaft von Wybrzeże Gdańsk, die sich wie im Vorjahr geschlagen geben musste.

## 1. Runde
|                       | Gesamt |                          | Hinspiel | Rückspiel |
| --------------------- | ------ | ------------------------ | -------- | --------- |
| BK-46 Karis           | 53:74  | SKA Minsk                | 29:31    | 24:43     |
| Filippos Verias       | 40:48  | RK Roter Stern Belgrad   | 22:20    | 18:28     |
| USM Gagny             | 42:26  | Initia HC Hasselt        | 21:13    | 21:13     |
| UHC Stockerau         | 44:61  | Dukla Prag               | 22:30    | 22:31     |
| VIF G.Dimitrov Sofia  | 33:38  | Építők Veszprém          | 21:13    | 12:25     |
| Herschi Vlug en Lenig | 36:43  | TSV St. Otmar St. Gallen | 15:23    | 21:20     |
| Vestmanna ÍF          | 38:42  | Víkingur Reykjavík       | 26:26    | 12:16     |
| Hapoel Rishon LeZion  | 39:42  | Cividin Trieste          | 22:15    | 17:27     |
| TUSEM Essen           | 62:29  | HB Dudelange             | 24:13    | 38:16     |
| Stavanger IF          | 86:31  | Kirkby HC Liverpool      | 41:13    | 45:18     |

Durch ein Freilos zogen Redbergslids IK, Hellerup IK, FC Barcelona, SC Empor Rostock, Wybrzeże Gdańsk und Titelverteidiger Metaloplastika Šabac direkt in das Achtelfinale ein.

## Achtelfinale
|                    | Gesamt  |                          | Hinspiel | Rückspiel |
| ------------------ | ------- | ------------------------ | -------- | --------- |
| SKA Minsk          | 62:42   | Redbergslids IK          | 26:21    | 36:21     |
| Hellerup IK        | 49:52   | RK Roter Stern Belgrad   | 28:24    | 21:28     |
| TUSEM Essen        | 38:30   | USM Gagny                | 21:12    | 17:18     |
| Dukla Prag         | 51:45   | Stavanger IF             | 29:18    | 22:27     |
| FC Barcelona       | 52:55   | Metaloplastika Šabac     | 31:25    | 21:30     |
| SC Empor Rostock   | 56:43   | Építők Veszprém          | 30:20    | 26:23     |
| Víkingur Reykjavík | 41:37   | TSV St. Otmar St. Gallen | 22:17    | 19:20     |
| Wybrzeże Gdańsk    | [ A 1 ] | Cividin Trieste          | :        | :         |

1. ↑  Wybrzeże Gdańsk kam kampflos weiter

## Viertelfinale
|                    | Gesamt |                        | Hinspiel | Rückspiel |
| ------------------ | ------ | ---------------------- | -------- | --------- |
| SKA Minsk          | 65:50  | RK Roter Stern Belgrad | 33:19    | 32:31     |
| TUSEM Essen        | 36:35  | Dukla Prag             | 19:15    | 17:20     |
| SC Empor Rostock   | 44:54  | Metaloplastika Šabac   | 24:29    | 20:25     |
| Víkingur Reykjavík | 42:48  | Wybrzeże Gdańsk        | 25:25    | 17:23     |

## Halbfinale
|                      | Gesamt |                 | Hinspiel | Rückspiel |
| -------------------- | ------ | --------------- | -------- | --------- |
| TUSEM Essen          | 47:48  | SKA Minsk       | 23:23    | 24:25     |
| Metaloplastika Šabac | 52:57  | Wybrzeże Gdańsk | 26:33    | 26:24     |

## Finale
|           | Gesamt |                 | Hinspiel | Rückspiel |
| --------- | ------ | --------------- | -------- | --------- |
| SKA Minsk | 63:49  | Wybrzeże Gdańsk | 33:24    | 30:25     |